# Лука Нотарас
Лука Нотарас (на гръцки: Λουκάς Νοταράς) (екзекутиран на 3-4 юни 1453 г.) е последният велик дук (главнокомандващ на имперската флота) на Източната Римска империя.
Обявил се против Фераро-Флорентинската уния с католическия Запад, на него се приписват думите „По-добре турска чалма, отколкото папска тиара“.
Негова дъщеря е Анна Нотара.